# Silvano Riccò
Silvano Riccò, né le 24 septembre 1959 à Vignola (Émilie-Romagne), est un coureur cycliste italien, professionnel de 1982 à 1987

## Biographie
Silvano Riccò commence le cyclisme à l'âge de 14 ans. Bon coureur amateur, il est sélectionné en équipe nationale, notamment pour le Tour de l'Avenir ou les championnats du monde amateurs. Il passe ensuite professionnel en 1982.
Sa saison 1985 est la plus aboutie de sa carrière. Lors de Milan-San Remo, il est le seul à suivre l'attaque victorieuse de Hennie Kuiper et Teun van Vliet, réussissant à prendre la troisième place. Dans le sillage de cette performance et de sa bonne forme, il remporte le Tour de la province de Reggio de Calabre. La même saison, il termine également quatrième au Trofeo Laigueglia et cinquième au Grand Prix de l'industrie et de l'artisanat de Larciano.
Parmi les autres résultats importants de sa carrière, on compte surtout diverses places d'honneur dans les courses italiennes en ligne : huitième au Milan-Vignola et du Tour du Frioul en 1982, quatrième au Tour de Toscane en 1983 , neuvième au Tour du Latium, septième au Tour de Romagne et sixième au Tour de Vénétie en 1984. En 1986, il est également cinquième du Tour de la province de Reggio de Calabre et deuxième du Tour de l'Etna ; en 1987, cinquième du Tour du Frioul, dixième du Tour de Vénétie et huitième de Milan-Vignola.
Son meilleur classement dans les courses par étapes est la huitième place au classement général du Tour des Pouilles 1986. Au Tour d'Italie, il frôle la victoire d'étape à deux reprises. En 1983, il se classe troisième de la dix-neuvième étape avec l'arrivée à Vicence, derrière Paolo Rosola, le vainqueur, et Pierangelo Bincoletto. Il obtient le même résultat en 1984 dans l'étape qui atteint Città di Castello derrière Rosola, toujours vainqueur, et Roger De Vlaeminck. Il est également venu près du succès dans la première étape du Tour du Trentin en 1983, seulement devancé à cette occasion par Franco Chioccioli.

## Palmarès

### Palmarès amateur
- 1978
  - Trofeo Papà Cervi
- 1979
  - Trophée Visentini
  - Trophée Francesco Gennari
- 1980
  - 3e étape du Grand Prix Guillaume Tell
  - 3e du Trofeo Banca Popolare di Vicenza
- 1981
  - 8e et 9e étapes du Baby Giro
  - 2e de la Freccia dei Vini
  - 3e du Trofeo Banca Popolare di Vicenza

### Palmarès professionnel
- 1985
  - Tour de la province de Reggio de Calabre
  - 3e de Milan-San Remo
- 1986
  - 2e du Tour de l'Etna

## Résultats sur les grands tours

### Tour d'Italie
5 participations
- 1983 : 54e
- 1984 : non-partant (18e étape)
- 1985 : 52e
- 1986 : 95e
- 1987 : 121e